# Lago Ampollino
Il lago Ampollino è un lago artificiale situato nell'altopiano appenninico calabro della Sila; fu il primo invaso artificiale realizzato in Sila; le opere per realizzare lo sbarramento iniziarono nel 1916 e terminarono nel 1927. Il lago bagna tre diverse province: Cosenza, Crotone e Catanzaro.

## Origine

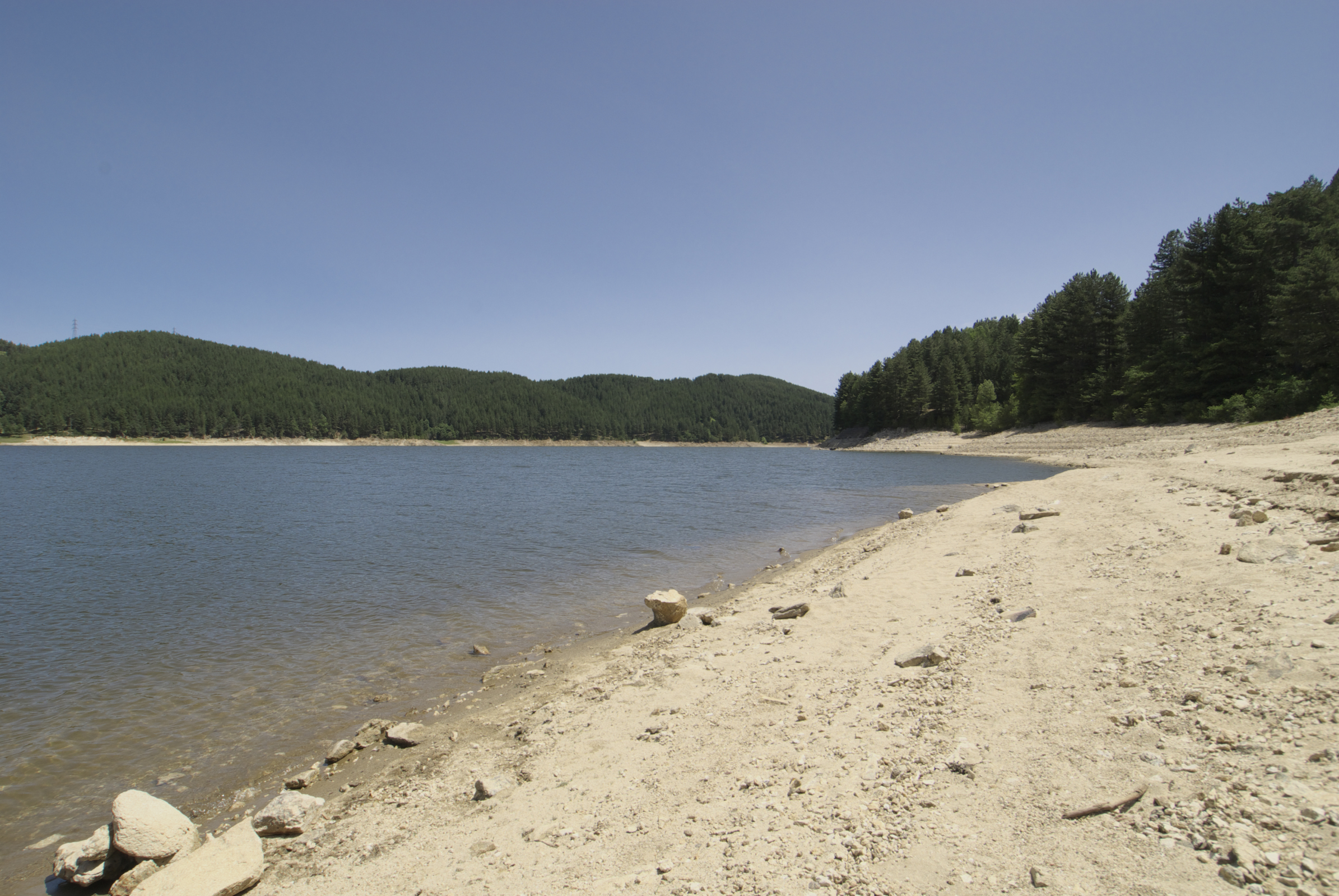
La riva del comune di Cotronei.

Fu realizzato dalla Società Meridionale Elettrica sbarrando il corso del fiume Ampollino allo scopo di creare un bacino idroelettrico. È collegato, tramite una condotta forzata, al lago Arvo
dalla quale riceve ulteriori acque. Le sue acque giungono ad alimentare la centrale di Orichella, posta nel territorio di San Giovanni in Fiore a 800 m, facendo un salto di 472 metri. Le sue acque vengono successivamente raccolte in un bacino di compenso, dal quale poi si dirigono alla seconda centrale elettrica, quella di Timpa grande, posta nel territorio di Cotronei compiendo un ulteriore salto di 539 metri. Infine, le acque vengono nuovamente raccolte ed indirizzate alla terza centrale, quella di Calusia, in territorio di Caccuri, con salto finale di ulteriori 145 metri. Dopo la centrale di Calusia,  
le acque affluiscono nel fiume Neto e vengono utilizzate per scopi irrigui irrorando la pianura dell'alto Marchesato Crotonese.

## Caratteristiche
A monte il lago Arvo e il lago del Savuto l'alimentano nei periodi di siccità. Il lago è collegato con il Lago Arvo tramite una condotta in galleria.

### Diga
Lo sbarramento è effettuato a valle da una diga curva muraria a gravità ordinaria, lunga 129 m e alta 29,50 m (secondo i dati ufficiali), anche se alcuni dati riportano l'altezza della diga a 26 m e per costruirla nei suoi pressi è stato creato il Villaggio Trepidò.

## La flora e la fauna
Essendo in comunicazione con il lago Arvo, le specie ittiche sono pressoché le stesse. Tra le specie autoctone vi sono: trote, cavedani, tinche ed altri ciprinidi minori come l'alborella appenninica.
Mentre tra le specie ittiche alloctone ci sono: persici reali, carpe ed arborelle cisalpine, queste ultime particolarmente dannose perché rischiano di ibridarsi con le appenniniche dando luogo ad ibridi.
Grande preoccupazione tra le associazioni di categoria, gli ambientalisti e molti cittadini per il progetto di svuotare completamente il lago Ampollino per effettuare opere di manutenzione sulla diga e sul fondale. Come già avvenuto in occasione dello svaso totale del lago Passante, lo svuotamento dell'Ampollino costituirebbe la morte certa di tutta la fauna ittica e della flora che vive ai margini dell'invaso.Ci sono anche molte canne sulla riva e ninfee

## Storia
Ricerche dirette dalla Soprintendenza per i Beni Archeologici della Calabria hanno individuato un importante insediamento dell'antica età del bronzo (2000-1800 a.C.) sulle rive del Lago Ampollino.
I primi scavi archeologici furono condotti nel 1994 dall'archeologo Domenico Marino. Importanti oggetti bronzei (pugnali, asce, alabarde) sono conservati presso il Museo Nazionale di Reggio Calabria.
In località Fiume Tassito sono visibili i resti di un ponte a doppia arcata (in conci di granito silano) di età romana imperiale, testimonianza dell'antica viabilità che attraversava la Sila in età antica. Purtroppo il ponte è stato fortemente danneggiato e le arcate sono state prelevate.
Sulle rive del lago, soggette alla sommersione periodica, nel corso delle suddette ricerche sono stati individuati importanti resti archeologici attribuibili ad attività mineraria e metallurgica.